# Dorian Bindels
 (janvier 2019).
Si vous disposez d'ouvrages ou d'articles de référence ou si vous connaissez des sites web de qualité traitant du thème abordé ici, merci de compléter l'article en donnant les références utiles à sa vérifiabilité et en les liant à la section « Notes et références ».
 (janvier 2019).
Dorian Bindels, né le 1er mars 1992 à Rotterdam, est un acteur et chanteur néerlandais.

## Filmographie

### Cinéma et téléfilms
- 2011 : SpangaS : Jelle
- 2011 : Skins in de Polder : Rick
- 2014 : Het Klokhuis (nl)
- 2018 : Nieuwe Tijden (nl) : Jan Jaap de Vries alias Jeroen Schols
- Depuis 2018 : Goede tijden, slechte tijden : Daan Stern

## Discographie

### Comédies musicales
- 2014-2016 : Soldaat van Oranje : Erik Hazelhoff Roelfzema
- 2017 : Soof (nl) de Musical : Jim Cole